# City of London Corporation

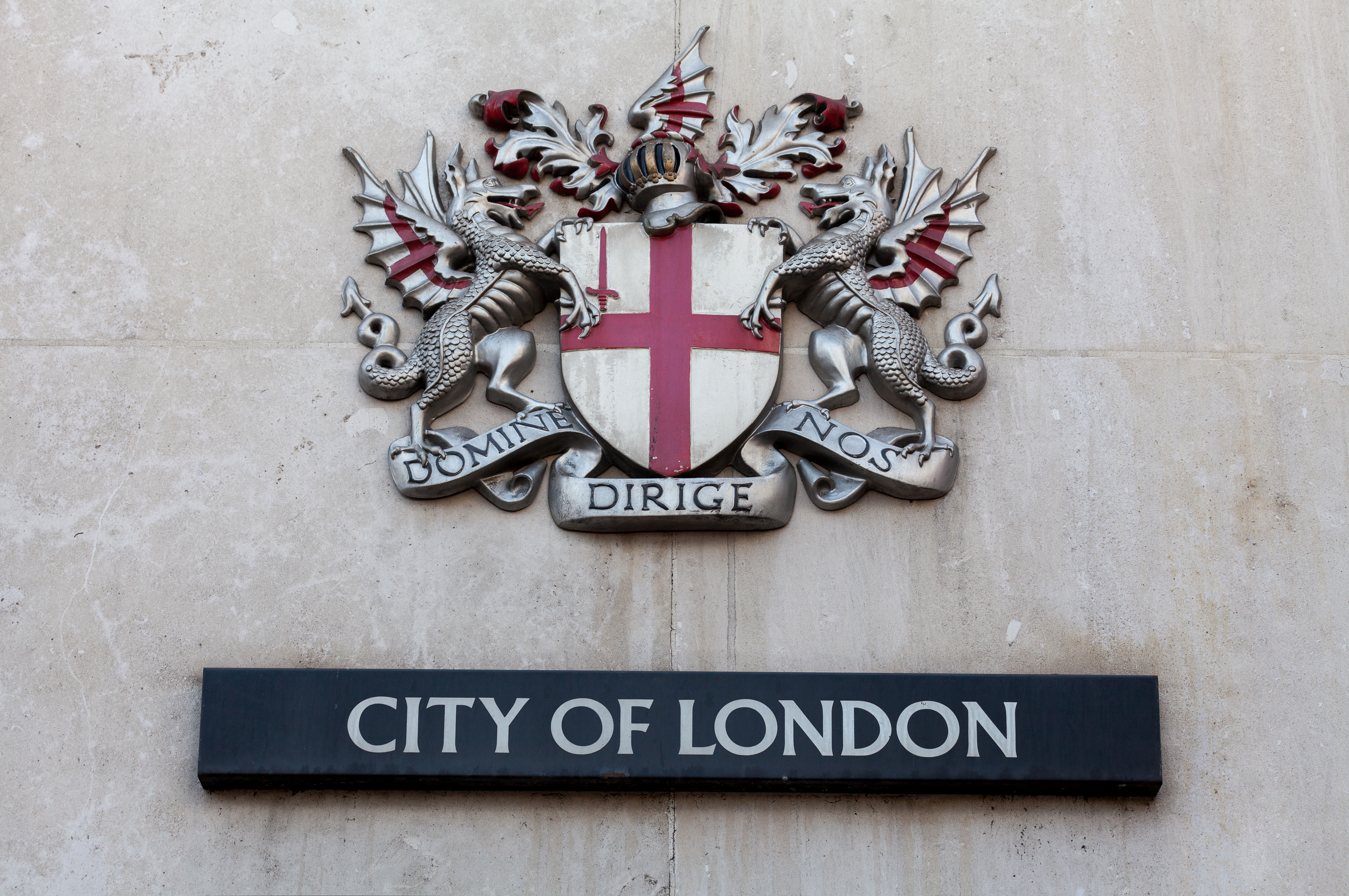
Znak City. Latinské heslo City „Domine dirige nos“ znamená „Pane, veď nás“.

City of London Corporation, do roku 2006 známá jako Corporation of London, je městská správní instituce City. Ovládá pouze oblast City, nikoliv celý Velký Londýn. Skládá se ze starosty City (Lord Mayor of London), shromáždění konšelů (Court of Aldermen) a shromáždění radních (Court of Common Council). Tato instituce nespravuje enklávy Middle Temple a Inner Temple. Formální označení Corporation of London je - The Mayor and Commonality and Citizens of the City of London.

## Volby
Volič musí mít nejméně 18 let a být občanem Spojeného království, země Evropské unie nebo zemí Commonwealthu a zároveň bydlet v City nebo být jmenován způsobilou organizací. Každá společnost nebo organizace, která má kancelář nebo sídlo v City, může jmenovat voliče, jejichž počet je závislý na počtu zaměstnanců společnosti.
Ačkoli se do počtu zaměstnanců započítávají pracovníci bez ohledu na národnost, voliči musí splňovat některé specifické podmínky (datum, ke kterému se vztahuje platnost podmínky je 1. září roku voleb) například pracovat pro danou společnost poslední rok nebo zásobovat správní radu společnosti apod.
Vlastníci firem nebo obchodních společností nemohou jmenovat voliče. Tyto osoby se mohou účastnit voleb jako voliči podobně jako stálí obyvatelé City.

## Volební obvody

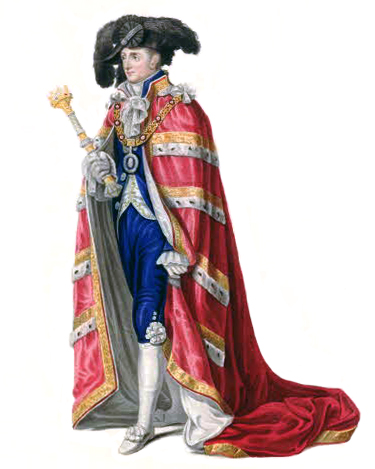
Starosta City ve slavnostním korunovačním rouchu

City je rozdělena do 25 volebních obvodů. Každý obvod volí jednoho konšela a několik radních, jejichž počet závisí na rozloze obvodu. Volební obvody do Corporation of London – Aldersgate, Aldgate, Bassishaw, Billingsgate, Bishopsgate, Bread Street, Bridge, Broad Street, Candlewick, Castle Baynard, Cheap, Coleman Street, Cordwainer, Cornhill, Cripplegate, Dowgate, Farringdon Within, Farringdon Without, Langbourn, Lime Street, Portsoken, Queenhithe, Tower, Vintry, Walbrook.

## Cechovní společnosti
V Londýně existuje 100 cechovních společností. Původně to byla obchodní sdružení. V současné době je jejich role spíše ceremoniální. Starší členové cechovních společností (liverymen) tvoří speciální voličstvo označované Common Hall. Toto sdružení volí starostu City a některé úředníky.

## Shromáždění konšelů
Konšelé byli původně voleni na doživotí, ale v současnosti je jejich volební období šestileté. Konšelé mohou navrhnout zkrácení volebního období. Naopak další volby se musí konat nejméně po šesti letech od předchozích voleb. Podstatnou podmínkou pro možnost být zvolen jako konšel je být svobodným občanem City (Freemen of the City).

## Shromáždění radních
Radní musí být registrovaným voličem ve svém volebním obvodu, vlastnit nebo mít v pronájmu pozemek v City, být stálým obyvatelem City poslední rok a být svobodným občanem City.

## Starosta City

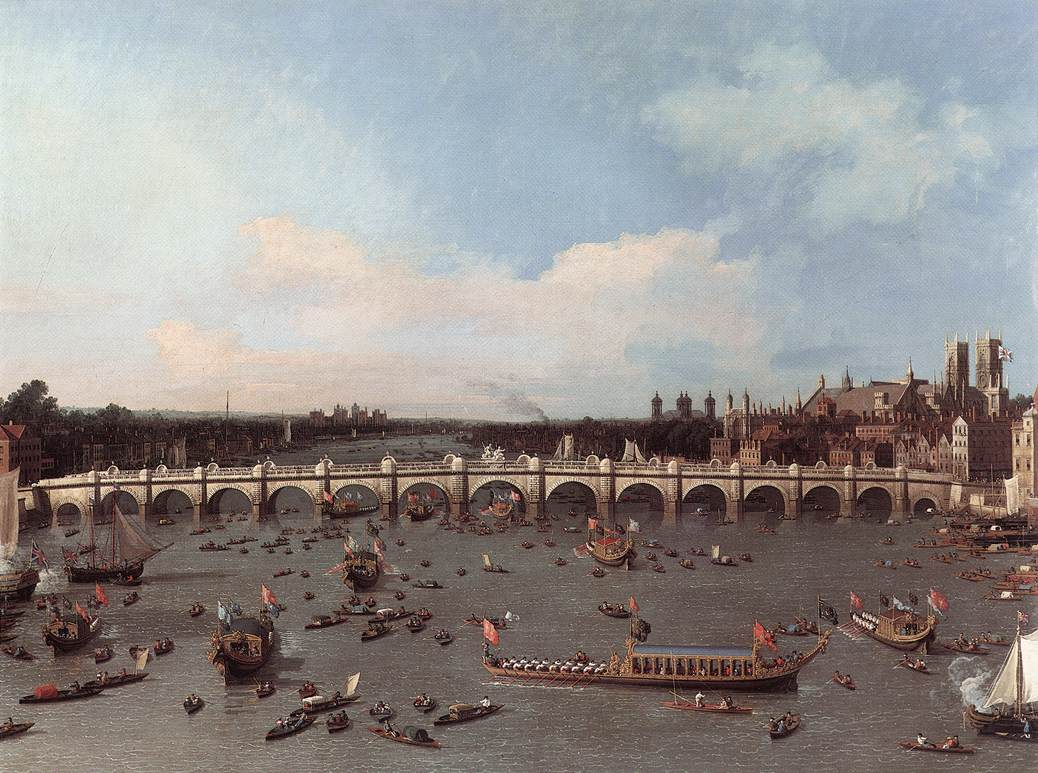
Lord Mayor's Show v roce 1747. Obraz malíře Canaletta.

Oficiální označení úřadu starosty City zní The Right Honourable The Lord Mayor of London (používá se pouze ve vztahu k funkci, nikoli k osobě).
Funkce starosty City byla ustanovena v roce 1189. Prvním starostou byl Henry Fitz-Ailwyn. Od roku 1215, kdy Jan Bezzemek vydal královskou chartu, týkající se této instituce, byla tato funkce obsazována ve volbách, spíše než jmenováním panovníkem. Titul Lord Mayor of London se začal používat od roku 1354, kdy byl tento titul udělen Eduardem III. Tomasi Leggemu.
Starosta City a dva nejvyšší správní úředníci (Sheriffs) jsou voleni speciálním sdružením voličů (liverymen). Podmínkou, platnou od roku 1435, pro zvolení starostou je předchozí zvolení do funkce nejvyššího správního úředníka. Volební období starosty a úředníků je jednoleté. Volby starosty se konají na přelomu září a října. Den poté, co nastoupí do úřadu se starosta účastní průvodu zvaného Lord Mayor's Show. Starosta uzavírá průvod, který míří do Westminsteru, aby tam starosta odpřisáhl, za účasti soudců Královského soudního dvora, oddanost panovníkovi.
Starosta plní mj. následující funkce:
- předseda shromáždění konšelů a radních
- reprezentuje City vůči zahraničním hodnostářům
- představený úřadu Commission of Lieutenancy v City
- vedoucí magistrátu City
- admirál londýnského přístavu
- rektor City university
- správce katedrály svatého Pavla